# 2219 Mannucci
2219 Mannucci (1975 LU) là một tiểu hành tinh vành đai chính được phát hiện ngày 13 tháng 6 năm 1975 bởi Felix Aguilar Observatory ở El Leoncito.